# Remedy (singel)
"Remedy" – electropopowa kompozycja autorstwa Victorii Hesketh i RedOne'a zrealizowana na pierwszy studyjny album angielskiej piosenkarki Little Boots zatytułowany Hands. Utwór został wydany jako drugi (po "New in Town") singel promujący ową płytę. Aktualnie pozostaje największym przebojem Little Boots na UK Singles Chart, jak i w ogóle w Europie.

## Tło
Utwór traktuje o tańcu i muzyce. Według samej Little Boots zarówno muzyka jak i taniec są środkami zaradczymi (z ang. remedy – lekarstwo) na wszelkiego rodzaju trucizny (w zrozumieniu − problemy, komplikacje życiowe). "Tekst piosenki nie ma wymowy osobistej, chciałam wyraźnie uzmysłowić słuchaczowi istotę całej sytuacji" − podkreśla artystka.
W procesie tworzenia kompozycji inspiracją dla Little Boots był utwór Britney Spears "Toxic".

## Recenzje
W recenzji dla magazynu New Musical Express Emily Mackay opisała utwór "Remedy" jako "sztampowy".

## Listy utworów i formaty singla
UK CD single

(679L167CD; wyd. 17 sierpnia 2009)
1. "Remedy"

UK promo CD single

(PRO17285; wyd. 22 czerwca 2009)
1. "Remedy (Rusko's Big Trainers Remix)" – 4:30
2. "Remedy (A1 Bassline Get Hype Remix)" – 5:17
3. "Remedy (Disco Bloodbath Remix)" – 6:10
4. "Remedy (Disco Bloodbath Dub)" – 6:10
5. "Remedy (Crazy Cousinz Remix)" – 4:17

UK iTunes EP

(wyd. 16 sierpnia 2009)
1. "Remedy (Kaskade Club Remix)" – 6:02
2. "Remedy (Wideboys Stadium Radio Edit)" – 3:33
3. "Remedy (Disco Bloodbath Remix)" – 6:07
4. "Remedy (Crazy Cousinz Remix)" – 4:05
5. "Remedy (Rusko's Big Trainers Remix)" – 4:27
6. "Remedy (Stonemasons Club Remix)" – 7:41

UK 7" single

(679L167; wyd. 17 sierpnia 2009)
1. "Remedy"
2. "Love Kills"

UK 12" single

(679L167T; wyd. 17 sierpnia 2009)
1. "Remedy (Rusko's Big Trainers Remix)"
2. "Remedy (Style of Eye Remix)"

## Pozycje na listach przebojów
| Notowanie (2009)            | Najwyższa pozycja |
| --------------------------- | ----------------- |
| Belgian Ultratip (Flandria) | 12                |
| European Hot 100 Singles    | 21                |
| Irish Singles Chart         | 5                 |
| Japan Hot 100               | 13                |
| New Zealand Singles Chart   | 21                |
| UK Singles Chart            | 6                 |